# Mikasa, Hokkaidō
Mikasa (三笠市 Mikasa-shi) là một thành phố thuộc tỉnh Hokkaidō, Nhật Bản.